# Semperoper

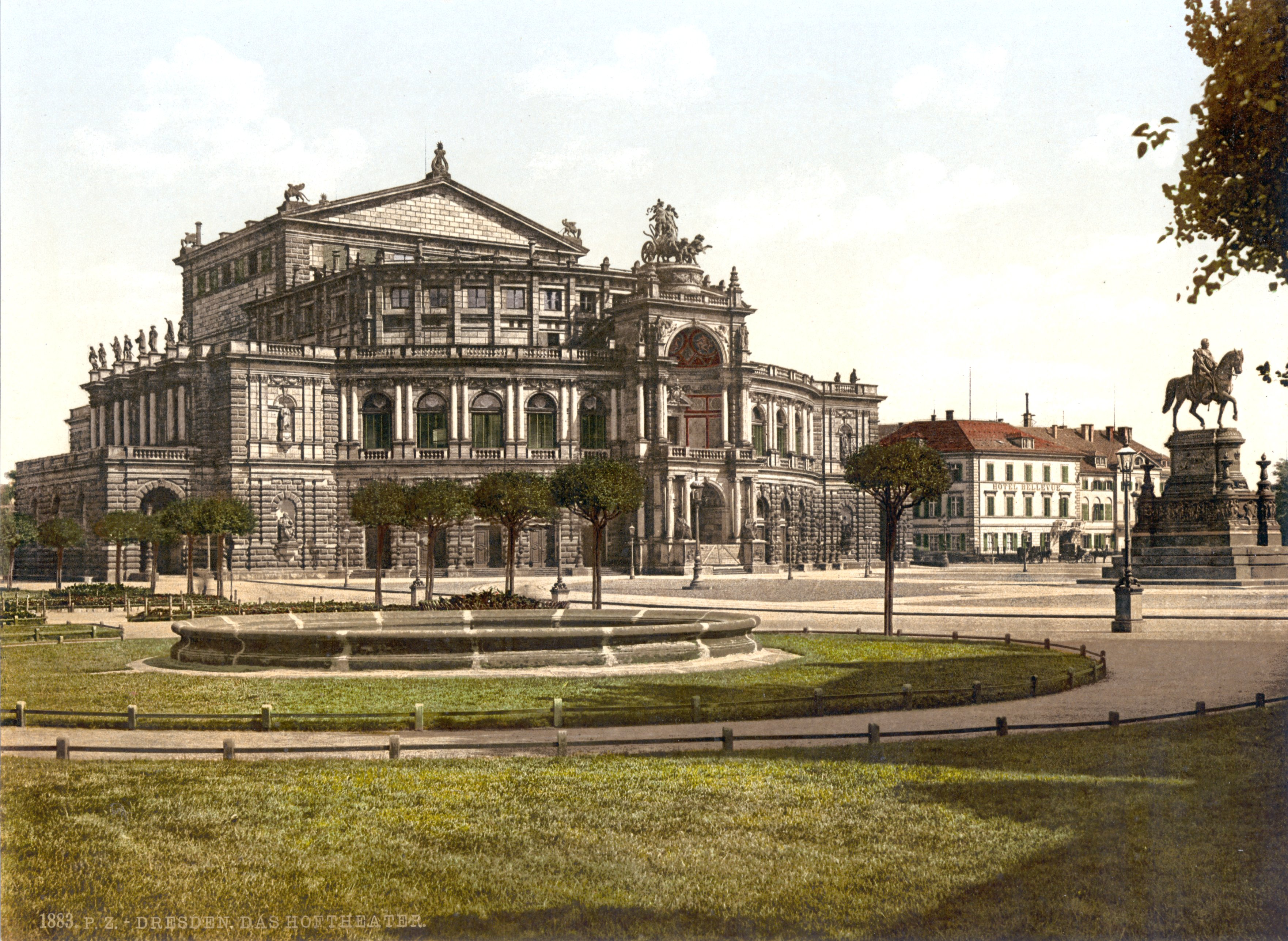
Semperoper i början av 1900-talet.

Semperoper är den tyska staden Dresdens operahus. Den uppfördes som Königliches Hoftheater Dresden.
Operan är belägen vid floden Elbes strand och byggdes 1841 efter ritningar av arkitekten Gottfried Semper. Semper lyckades ge former som stod i harmoni med den närliggande hovkyrkans barockstil och den till slottet Residenzschloss Dresden hörande Zwingerns, slottsflygelns, rokoko. Byggnaden gav därutöver ett helt nytt uppslag, i det att Semper lät dess inre disposition klart och överskådligt uttryckas i dess yttre form.
Operan har blivit förstörd flera gånger under historien. Den drabbades av en brand 1869 (återuppbyggnaden klar 1878), bombades av de allierade 1945, återuppbyggdes och återinvigdes 1985 men fick kraftiga skador under de översvämningar som drabbade Centraleuropa 2002.